# Diurético
Os diuréticos são fármacos que atuam no rim, aumentando o volume e o grau do fluxo urinário. Também promovem a eliminação de eletrólitos como o sódio e o potássio, sendo usados no tratamento da hipertensão arterial, insuficiência renal, insuficiência cardíaca ou cirrose hepática, pois perda de sódio provoca redução de líquido extracelular.. Essas drogas ainda são as mais estudadas clinicamente em grande escala e têm mostrado redução das complicações cardiovasculares decorrentes da hipertensão arterial.

## Classificação
Há dois tipos de diuréticos: os que atuam diretamente nos túbulos renais, modificando a sua atividade secretora e absorvente; e aqueles que modificam o conteúdo do filtrado glomerular, dificultando indiretamente a reabsorção da água e sal.

### Grupos que actuam directamente nos túbulos
1. Diuréticos de alça: atuam na alça de Henle, porção ascendente. Os diuréticos de alça removem uma grande quantidade de sódio dos rins, produzem o aumento do fluxo urinário e são mais poderosos do que os tiazídicos. Eles são frequentemente utilizados em pacientes com insuficiência cardíaca congestiva e também são especialmente úteis em emergências. Embora os mais comuns sejam por via oral, em hospitais podem ser administrados por via intravenosa para tratar pacientes com grande excesso de líquido. Ex: Furosemida.
2. Diuréticos tiazídicos: atuam no túbulo distal. Tratam a maioria de pacientes com pressão alta e são os mais utilizados para os pacientes cardíacos. Os tiazídicos aumentam moderadamente a eliminação de urina e são os únicos diuréticos que também agem como vasodilatadores sanguíneos, o que também ajuda a diminuir a pressão arterial. Ex: hidroclorotiazida
3. Diuréticos poupadores do potássio: atuam nos receptores da aldosterona nos túbulos distais. Previnem a perda de potássio, um problema dos outros tipos de diuréticos acima. Esses são frequentemente utilizados em pacientes com insuficiência cardíaca congestiva e são quase sempre prescritos em conjunto com os outros dois tipos de diuréticos acima. Ex: Espirolactona
4. Inibidores da anidrase carbónica: inibem esta enzima nas células do túbulos proximais. Ex: Acetozolamida

### Grupos que modificam o filtrado
1. Diuréticos osmóticos: são compostos de substâncias hidrofílicas que retêm água por pressão osmótica.